# Augustiner-Chorherrenstift Landskron
Das ehemalige Augustiner-Chorherrenstift Landskron (tschechisch Augustiniánsky klášter v Lanškrouně, auch Klášter augustiniánu kanovníku; lateinisch Ordo Canonicorum regularium sancti Augustini Landeschronensis) wurde durch den Leitomischler Bischof Peter Jelito in Lanškroun, das zum altböhmischen Chrudimer Kreis gehörte, gegründet.

## Geschichte

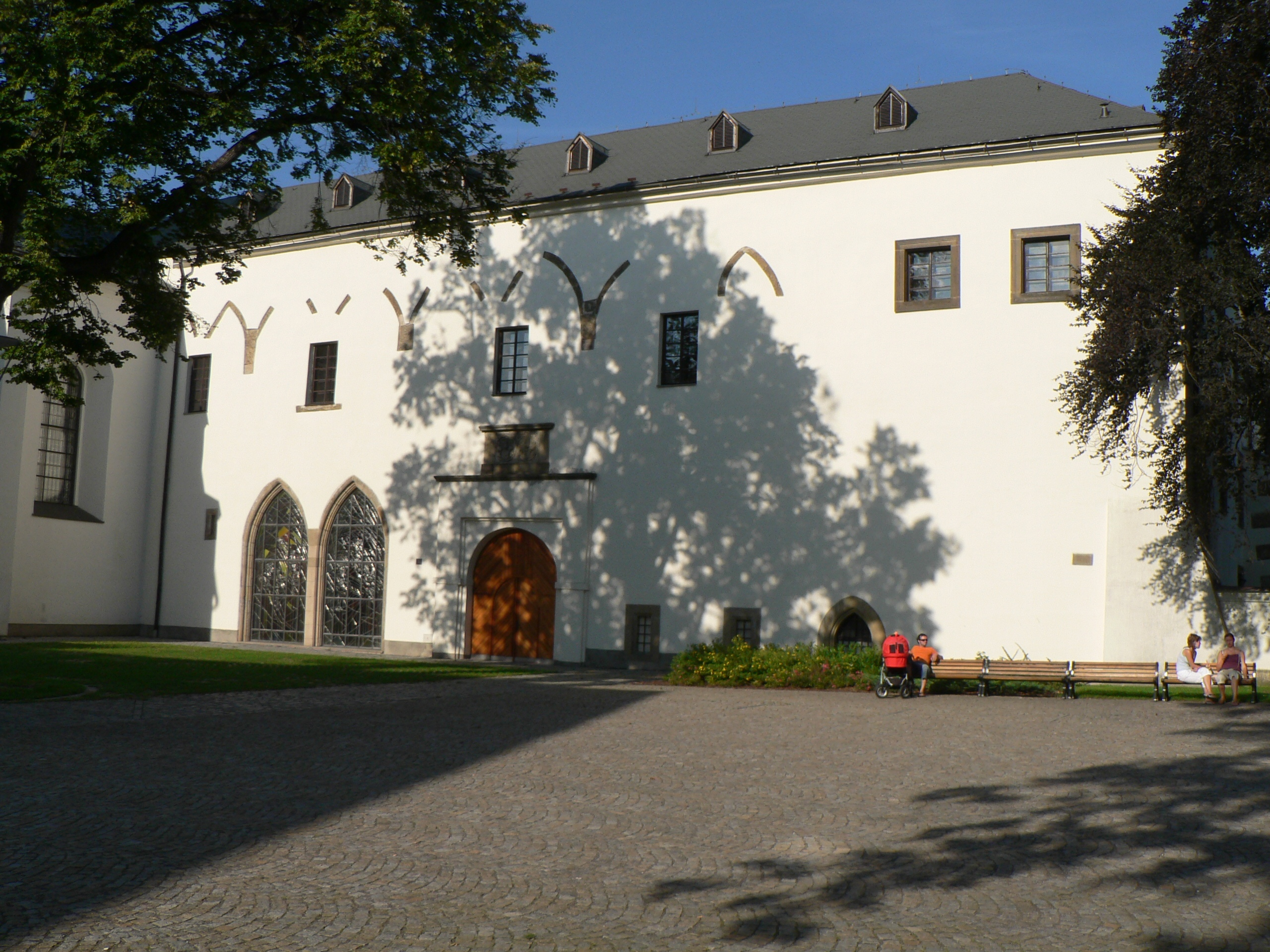
Schloss Lanškroun (vormals Stiftsgebäude)

Bischof Peter Jelito förderte die Ausbreitung der Augustiner-Chorherren im Königreich Böhmen. Am 8. August 1371 gründete er mit Zustimmung seines Domkapitels das Landskroner Augustiner-Chorherrenstift. Es wurde mit zwölf Kanonikern aus dem Mutterstift Raudnitz besiedelt. Ihre erste Unterkunft befand sich vor der Stadt am damaligen „Unteren Tor“, und der erste Propst hieß Heinrich. Zur wirtschaftlichen Ausstattung erhielt das Stift mehrere Besitzungen in Böhmen und Mähren. Zudem verkaufte 1483 der mährische Landeshauptmann Ctibor Tobischau von Cimburg dem Stift Landskron das ertragreiche Dorf Nesamislitz mit dem Patronatsrecht der dortigen Kirche.
Mit Zustimmung des Papstes Bonifaz IX. wurde das Stift am 21. September 1390 an die Pfarrkirche in Landskron übertragen, die schon vorher dem Stift inkorporiert worden war. Zugleich wurde dem Stift das Patrozinium Mariä Verkündigung zugewiesen. Mit Erlaubnis des Bischofs Johann von Bucca wurden in der Nähe der Pfarrkirche 1396 und 1398 mehrere städtische Häuser abgerissen, an deren Stelle Stiftsgebäude und die Prälatur errichtet werden sollten. Zugleich verpflichtete er das Stift, die Stadt mit einem Jahreszins und weiteren Zahlungen angemessen zu entschädigen.
Während der Hussitenkriege wurden 1425 die Klostergebäude zerstört und die Chorherren aus der Stadt vertrieben. Im selben Jahr erlosch auch das Bistum Leitomischl, wodurch Landskron dem Bistum Olmütz eingegliedert wurde. Da die Landskroner Chorherren bei anderen Kommunitäten keine dauerhafte Zuflucht fanden, ließen sie sich 1434 in Olmütz in der Nähe der Kartause nieder, wo sie die Rückkehr nach Landskron abwarten wollten. Im selben Jahr bildeten sie mit den aus Proßnitz geflohenen Chorherren einen Konvent. Diesem übertrug der Olmützer Administrator Johann Filipec die von ihm gegründete Allerheiligenkapelle, die danach als „Allerheiligenstift“ bekannt wurde. Nachdem die Landskroner Kanoniker ihre mährischen Güter retten konnten, entschieden sie sich, in Olmütz zu bleiben. Die Güter in Böhmen gingen verloren. Obwohl der Aufenthalt in Olmütz als vorübergehend angesehen wurde, hielten sie dort regelmäßig Propstwahlen ab.
Am 1. Dezember 1497 erwarben sie in Olmütz drei Häuser neben der Allerheiligenkapelle, wo sie neue Stiftsgebäude erbauten, die Anfang des 16. Jahrhunderts bezogen wurden. Dort begründeten sie das Augustiner-Chorherrenstift Olmütz. Die praktisch bereits bestehende Vereinigung der Stifte Landskron und Olmütz genehmigte Papst Alexander VI. im Jahre 1500. Zur Erinnerung an ihr Wirken in Landskron bezeichneten sich die Vorsteher als „Propst von Olmütz und Landskron“. Deshalb zeigen ihre Wappen zwei Hirtenstäbe.
Das Olmützer Chorherrenstift (Allerheiligenstift) wurde 1784 wurde durch die Josephinische Kirchenreform aufgehoben.